# خفاش شرايبر
خفاش شرايبر او خفاش الجناح المنحني الشائع (Miniopterus schreibersii)، والذي يُعرف أيضًا باسم وطواط شرايبر ذو الأصابع الطويلة، هو نوع من الخفافيش الحشرية. يُعتقد بأن أصوله تعود إلى المناطق شبه الاستوائية وقد انتشر في جميع أنحاء المناطق الجنوبية من الباليركتيك والإثيوبية والشرقية والأسترالية. أما في أوروبا، فهو موجود في النصف الجنوبي من القارة بدءًا من شبه الجزيرة الإيبيرية إلى القوقاز، مع وجود أكبر التجمعات السكانية منه في منطقة البحر الأبيض المتوسط الأكثر دفئًا. يُكرم الاسمان الشائع والعلمي كارل فرانز أنطون ريتر فون شرايبر.

## التصنيف
ينتمي خفاش شرايبر إلى فصيلة الخفاشيات وجنس الزنباع. سُمّي علميًا على اسم هاينريش كوهل عام 1817، وكان يُعرف سابقًا باسم (Vespertilio schreibersii). يُصنف هذا النوع أحيانًا تحت اسم "خفاش واسع الأذنين" في بعض المصادر التشيكية، بينما اُقترح اسم "خفاش أوروبي" عام 2010 للإشارة إليه بمعنى أضيق، مستثنيًا مجموعات شرق آسيا وأوقيانوسيا. تُشير السجلات الأحفورية إلى وجود خفاش شرايبر منذ العصر البليوسيني.
يُعرف خفاش شرايبر حاليًا كمجموعة من الأنواع ذات الانتشار المتباعد جغرافيًا، ويستخدم مصطلح "Miniopterus schreibersii" بمعناه الضيق للإشارة إلى خفافيش أوروبا وغرب آسيا وشمال غرب إفريقيا فقط.
هناك 13 نوعًا فرعيًا معترفًا به من خفافيش شرايبر:
- Miniopterus schreibersii schreibersii
- Miniopterus schreibersii bassanii (خفاش الجناح المنحني الجنوبي):[5] يوجد في جنوب شرق أستراليا، وهذا النوع الفرعي مهدد بشدة بالانقراض.[6]
- Miniopterus schreibersii blepotis
- Miniopterus schreibersii chinensis
- Miniopterus schreibersii dasythrix
- Miniopterus schreibersii eschscholtzii
- Miniopterus schreibersii haradai
- Miniopterus schreibersii japoniae
- Miniopterus schreibersii orianae (خفاش الجناح المنحني الشمالي): يوجد في شمال شرق غرب أستراليا والإقليم الشمالي.[5]
- Miniopterus schreibersii orsinii
- Miniopterus schreibersii parvipes
- Miniopterus schreibersii smitianus
- Miniopterus schreibersii villiersi

صُنفت ثلاثة أنواع فرعية فرعية كانت مدرجة ضمن خفاش شرايبر كأنواع مستقلة الآن. وهي خفاش الجناح المنحني الشرقي وخفاش الجناح المنحني الأسترالي وخفاش الجناح المنحني الشاحب.

## التعشيش

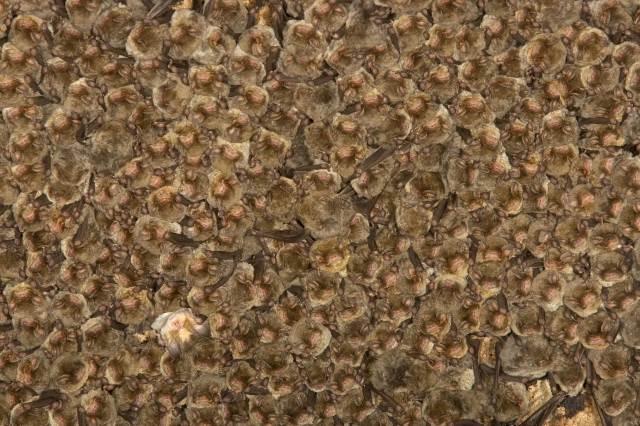
مستعمرة من خفافيش شرايبر الشائعة معلقة في كتلة

خفاش الجناح المنحني الشائع هو نوع من الخفافيش التي تشكل مستعمرات كبيرة، وقد لوحظ أن أطول فترة سبات (إنخفاض النشاط) تصل إلى حوالي 12 يومًا. يمكن أن يصل عدد هذه المستعمرات إلى بضع عشرات أو عدة ملايين من الخفافيش. تتشكل معظم هذه المستعمرات في الكهوف الكبيرة أو المناجم ولكن يمكن العثور عليها أيضًا في مناطق أخرى مثل الأنفاق أو الآثار أو المواقع الأخرى التي صنعها الإنسان. في مواقع التعشيش هذه، يقيم خفاش شرايبر مستعمرته في تجويف على شكل جرس، والذي يحبس الحرارة الجسمية ويرفع درجة حرارة المجثم إلى أعلى من الأجزاء المحيطة بالكهف. تُستخدم هذه الطريقة في حبس الدفء للحد من فقدان الطاقة بسبب الارتعاش. كما أنهم يدخلون عادةً إلى التجاويف من خلال فتحات صغيرة من أجل تأمين أنفسهم بشكل أفضل من الحيوانات المفترسة الكبيرة أثناء السبات. يهاجر خفاش شرايبر عدة مرات في السنة اعتمادًا على طقس منطقة التعشيش؛ يمكن أن يختلف طول هذه الهجرات ولكن أطول هجرة سُجلت كانت 833 كيلومتر.

## المخاطر
صنفت الإتحاد الدولي لحفظ الطبيعة خفاش شرايبر بأنه نوع "عرضة للانقراض". على الرغم من عدم معرفة السبب الرئيسي وراء نفوق أعداد كبيرة منها مؤخرًا، إلا أن هناك العديد من التكهنات حول سبب ارتفاع معدل الوفيات بين هذه الخفافيش. يعتقد الباحثون في أوروبا أن فقدان الموائل تحت الأرض، وإزعاجها في موائلها الطبيعية، واستخدام المبيدات الحشرية، كلها عوامل ساهمت في زيادة معدل نفوق خفاش شرايبر. أما في أستراليا، يشتبه الباحثون أن السبب وراء نفوق هذه الخفافيش يعود إلى ارتفاع مستويات مبيد الـدي دي تي (ثنائي كلورو ثنائي فينيل ثلاثي كلورو الإيثان) المكتشفة في أنسجة خفاش شرايبر، بما في ذلك صغارها الذين لم يغادروا بعد أوكارها.

## الانتشار
يُمكن العثور على خفاش شرايبر في البلدان التالية: أفغانستان، ألبانيا، الجزائر، أرمينيا، أستراليا، النمسا، أذربيجان، البوسنة والهرسك، بلغاريا، الكاميرون، الصين، كرواتيا، قبرص، ربما إثيوبيا، فرنسا، جورجيا، جبل طارق، اليونان، غينيا، المجر، الهند، إندونيسيا، إيران، العراق، فلسطين، إيطاليا، اليابان، الأردن، ربما كينيا، كوريا الشمالية، كوريا الجنوبية، لاوس، لبنان، ليبيريا، ليبيا، ماليزيا، مالطة، الجبل الأسود، المغرب، ميانمار، نيبال، نيجيريا، مقدونيا الشمالية، باكستان، بابوا غينيا الجديدة، الفلبين، البرتغال، رومانيا، روسيا، سان مارينو، المملكة العربية السعودية، صربيا، سيراليون، سلوفاكيا، سلوفينيا، جنوب إفريقيا، جزر سليمان، إسبانيا، سريلانكا، سويسرا، الجمهورية العربية السورية، تايوان، طاجيكستان، تايلاند، تونس، تركيا، تركمانستان، فيتنام واليمن.
يبدو أن الخفاش قد استقر لأول مرة في بولندا عام 2018 مما يشير إلى توسع شمالي على الرغم من اتجاه الانخفاض في عددها في أوروبا.